# حرب المعلومات الروسية ضد أوكرانيا
تتضمن حرب المعلومات التي شنتها روسيا عناصرًا من الدعاية والإحباط والإلهاء والمواقف السياسية، بالإضافة إلى الحرب الإلكترونية كما يفهما حلف شمال الأطلسي. تختلف ما تسمى «إنفورماتسيونايا فوينا» عن الحرب الالكترونية، وعادة ما تؤطر كدفاعات تقنية للهجمات التقنية في الحرب.
حتى في أوقات السلام، تسعى حرب روسيا المعلوماتية على نحو مستمر إلى تحقيق النصر الاستراتيجي والسيطرة التلقائية من خلال أدوات متنوعة مثل الكابلات البحرية أو القصص الخاصة بالأصل القومي أو السيطرة على الدورة الإخبارية أو تلويث الفضاء المعلوماتي بالروبوتات والمتصيدين الروس.
كتب مارك غاليوتي في مجلة فورين بوليسي أن لروسيا «هدفًا سياسيًا واسعًا –للتشتيت والانقسام والإحباط- ولكن على خلاف ذلك فهي انتهازية إلى حد كبير ومجزأة وحتى متناقضة في بعض الأحيان»، وينفذ هذا الهدف مجموعة متنوعة من «رجال الأعمال السياسيين» الذين يسعون للحصول على موافقة الكرملين. يهتم الرئيس الروسي فلاديمير بوتين بشكل أكبر بجمهوره المحلي، لذلك يركز الاتحاد الروسي دعايته هناك، ويقول فرهاد مانجو من صحيفة نيويورك تايمز إن هذا يفسر لماذا خارج روسيا «أصبحت الدعاية الروسية حول أوكرانيا سطحية للغاية.. فالغزو هو مجرد خنزير قبيح لا يمكن تجميله –فعل لا مبرر له إلى الحد الذي لا يمكن معه لأي عدد من الدعايات أن يضعه في نصابه الصحيح».
قضت محكمة العدل الدولية التابعة للأمم المتحدة في مارس 2022 بأن تبرير روسيا للغزو لا أساس له وعليها أن توقف عملياتها العسكرية في أوكرانيا. ينفي الكرملين شن حرب على أوكرانيا، ويدعي أنه يحمي الناطقين باللغة الروسية في أوكرانيا من النازيين الأوكرانيين من خلال «عملية خاصة لحفظ السلام». ينص قانون روسي وقع في 4 مارس من عام 2022، على عقوبات صارمة لنشر «معلومات كاذبة» أو الاحتجاج على الحرب أو «التشكيك» في تصرفات روسيا في أوكرانيا. يتعين على المدارس أيضًا أن تتبع السرد الرسمي، ففي انقلاب دموي في عام 2014 أدى إلى إقامة «نظام دمية» أميركي، تمردت دونيتسك ولوهانسك في شرق أوكرانيا، ثم حوصرتا وتعرضتا «للإبادة الجماعية» لمدة ثماني سنوات.

## خلفية
دعا فاليري غيراسيموف، رئيس الأركان العامة للقوات المسلحة للاتحاد الروسي، إلى نسبة 4 إلى 1 من التدابير غير العسكرية إلى التدابير العسكرية. تندرج المنافسة غير العسكرية في إطار المؤسسة العسكرية في روسيا، وبالرغم من أن أبحاث سلاح مشاة البحرية الأمريكي تشير إلى أن النسبة ما تزال طموحة إلى حد كبير، تعترف أيضًا «بفائدة التدابير غير العسكرية في المواجهة بين الدول، ولا سيما خلال ما يعتبر وقت السلم».
ظهرت الدعاية التي تستهدف الشعب الروسي نفسه، والتي تبرر شن حرب في المستقبل ضد أوكرانيا، قبل توغل روسيا في أوكرانيا عام 2014. صور مكسيم كالاشينكوف في عمله عام 2009، «أوكرانيا المستقلة: فشل مشروع»، أوكرانيا كيوغسلافيا على حافة التفكك الأخلاقي. افترضت روايات مثل «الحرب 2010: الجبهة الأوكرانية» لفيودور بيريزين، و«ساحة المعركة في أوكرانيا: الثلاثي المكسور» لجورجي سافيتيسكي، و«الحرب الروسية الأوكرانية» لألكسندر سيفر، الحرب ضد أوكرانيا. بحسب النشطاء، تشن روسيا أيضًا حرب معلومات ضد أوكرانيا من خلال السينما.
خلقت وسائل الإعلام التي يديرها الكرملين في عام 2014 انطباعًا في شبه جزيرة القرم بأن «الفاشيين والمعادين للسامية والمتطرفين» كانوا في السلطة في كييف بينما حكمت الفوضى بقية أوكرانيا، ولكن هذا «لم يكن له علاقة تذكر بالواقع». يضلل الاتحاد الروسي مواطنيه وجمهور قنواته التلفزيونية مثل القناة الروسية الأولى وقناة روسيا 24.

### أسباب الصراع
يمجد السياسيون الروس روسيا السوفيتية، فقد حكم الحزب الشيوعي ما يعتبر زمن الازدهار، وحكم حزب روسيا المتحدة كوريث «لماضي البلاد المجيد». تحدث السياسيون الروس منذ انهيار الاتحاد السوفيتي عن استعادة روسيا لنفوذها في دول ما بعد الاتحاد السوفيتي. بحسب فلاديمير بوكوفسكي، وهو منشق قضى عقدًا في السجون السوفيتية قبل نفيه إلى الغرب في عام 1976، فإن بوتين صادق تمامًا عندما يقول إن تفكك الاتحاد السوفيتي كان «كارثة جغرافية سياسية».
يرى بوتين أن العدد المتزايد لأعضاء حلف شمال الأطلسي في أوروبا الشرقي هو عبارة عن «تهديد وجودي»، وكان قد كتب مسبقًا أن روسيا وأوكرانيا في الواقع بلد واحد. تركز هذه النزعة الانتقامية على أوكرانيا، التي أدى انسحابها من الاتحاد السوفيتي إلى انهيارها. نشرت وكالة أنباء نوفوستي، وكالة الأنباء الروسية الرئيسية، على الإنترنت في 26 فبراير من عام 2022: «روسيا تستعيد وحدتها- مأساة عام 1991، هذه الكارثة الرهيبة في تاريخنا، قد تغلبنا عليها».
في مؤتمر قمة الناتو في بوخارست 2-4 أبريل من عام 2008، أخبر بوتين رئيس الولايات المتحدة الأمريكية جورج دبليو بوش: «أنت تفهم يا جورج، أن أوكرانيا ليست دولة حتى! ما هي أوكرانيا؟ جزء من أراضيها يعود لأوروبا الشرقية، وجزء آخر، جزء مهم، كان قد أعطي لنا!».
يشير دوريًا إلى الروس والأوكرانيين كشعب واحد، وهو تعليق عديم الزوق تمامًا، يسمعه العديد من الأوكرانيين على أنه إنكار لثقافتهم وتاريخهم ولغتهم.
- ستيفن بيفر، سفير الولايات المتحدة إلى أوكرانيا في مقابلة مع ستانفورد نيوز
منع الرئيس الأوكراني الموالي للروس فيكتور يانوكوفيتش في نوفمبر من عام 2013، المسار الذي وافق عليه التشريع نحو التكامل الأوروبي، وبدأت بذلك ثورة الكرامة. كتبت جيل غولدنزيل المساهمة في مجلة فوربس: «لقد استخدم بوتين المعلومات المضللة لإرساء الأساس لضم شبه جزيرة القرم في عام 2014، ودعم القتال المستمر في المقاطعات الشرقية الأوكرانية، دونيتسك ولوهانسك». مرة أخرى في عام 2022، كان هدف دعاية الكرملين إعداد الرأي العالمي لغزو أوكرانيا. في بداية الحرب الروسية الأوكرانية في عام 2014، اتخذت روسيا تدابير لزيادة نفوذها على أوكرانيا، ووضعت الحكومة الروسية إطارًا لحربها المختلطة باعتبارها صراعًا بين روسيا وحلف شمال الأطلسي، ولكن في حين تساهم الجغرافيا السياسية ورغبتها في عالم ما بعد الاتحاد السوفيتي في تركيزها على أوكرانيا، كذلك تفعل سيادتها الداخلية. إن الديمقراطية المستقلة في أوكرانيا قد تلهم الروس بالمطالبة بتأسيس ديمقراطية خاصة بهم وربما حتى تحدي استبداد السيد بوتين».